# Pattaya Women's Open 1991
Il Pattaya Women's Open 1991 è stato un torneo di tennis giocato sul cemento. È stata la 1ª edizione del Pattaya Women's Open, che fa parte della categoria Tier V nell'ambito del WTA Tour 1991. 
Si è giocato a Pattaya in Thailandia, dal 15 al 21 aprile 1991.

## Campionesse

### Singolare
Yayuk Basuki ha battuto in finale  Naoko Sawamatsu con il punteggio di 6–2, 6–2

### Doppio
Kay Miyagi /  Suzanna Wibowo hanno battuto in finale  Rika Hiraki /  Akemi Nishiya-Kinoshita con il punteggio di 6–1, 6–4